# ジャガー・Xタイプ
ジャガー・Xタイプ(Jaguar X-Type)は、イギリスの自動車メーカージャガーブランドから販売されていたセダン型及びステーションワゴン型の中型乗用車である。

## 概要
2001年2月のジュネーブ・モーターショーでデビューした。ボディタイプは4ドアセダンとステーションワゴンの2種類である。よく兄弟車と言われるフォード・モンデオとはプラットフォームや構成部品の共有がわずか20%とされ、実は兄弟車とは言い辛い。最大の違いはジャガーとしては初めてのフルタイム4輪駆動になっていることである。（後に前輪駆動モデルも追加された。）
エンジンはガソリンエンジンが、FF専用のV型6気筒2.1L、4WD用としてV型6気筒2.5LとV型6気筒3.0Lで、日本未投入のディーゼルエンジンは直列4気筒2.0L及び直列4気筒2.2Lが設定されている。V型6気筒はブロックはポルシェ、ヘッドはコスワースが携わったと言われる。
上級のXJを縮小したデザインであり、内装もジャガーらしく高級感がある。故障も少なく、ボディの大きさや小回りが効くので扱いやすい。現在は再評価され、中古車価格がジワジワと上昇気味である。
日本向けは、セダンはFWDの2.1LとAWDの2.5Lと3.0L、エステートはFWDの2.1LとAWDの2.5Lのみである。2009年に生産終了した。